# Fabi Rústic
Fabi Rústic (en llatí Fabius Rusticus) va ser un historiador romà que Tàcit menciona diverses vegades. Formava part de la gens Fàbia.
Tàcit lloa la seva eloqüència i posa en relació el seu nom amb el de Titus Livi. Diu que era "el més gràfic de tots els historiadors antics i moderns". A més, Tàcit també diu que era molt amic de Sèneca.
Era contemporani dels emperadors Claudi i Neró, cap a la meitat del segle i, i la seva obra tractava principalment sobre els esdeveniments que havien passat durant el regnat d'aquest darrer emperador. Poca cosa se sap de la seva vida i se suposa que tant Tàcit com Suetoni i Flavi Josep van usar la seva obra.